# تيليبراجراما (مجلة)
تيليبراجراما (بالإسبانية: Teleprograma)‏ هي مجلة إسبانية أسبوعية مُخصصة لمعلومات حول عالم التلفزيون، والمعروفة أيضًا باسم تي بي. صدرت لأول مرة في 9 أبريل 1966، بسعر 5 بيزيتًا، وفي 66 صفحة بالأبيض والأسود، وما زالت تصدر حتى الوقت الحالي. كانت تُنظم حفل توزيع الجوائز التلفزيزنية الأولى، جوائز تي بي دي أورو. وفي تسعينيات القرن العشرين، أدى ظهور القنوات الخاصة إلى طفرة كبيرة في التوزيع، ووصلت مبيعات مجلة تي بي إلى ما يقرب من 1.4 مليون نسخة، ودخلت موسوعة جينيس للأرقام القياسية باعتبارها المجلة الأكثر مبيعًا في أوروبا. كان كل من دومينجو بانياجوا كلاومارشيرانت وفرانثيسكو ياجوي أول مديرين لها.